# MIAPE
MIAPE (englisch Minimum Information About a Proteomics Experiment ‚minimale Information über ein Proteomik-Experiment‘) ist ein Qualitätsstandard für Proteomik-Experimente.

## Eigenschaften
MIAPE wurde ab 2006 von der Proteomics Standards Initiative der Human Proteome Organization (HUPO) entwickelt. Durch MIAPE wird der Umfang notwendiger Informationen für die Reproduzierbarkeit von Experimenten aus dem Bereich Proteomik definiert. Das verwendete Ausgabeformat ist nicht durch MIAPE definiert, sondern durch die Proteomics Standard Initiative (im *ML-Format). Die Durchführung der Experimente ist nicht definiert. Es existieren verschiedene Programme zur Darstellung und Bearbeitung von MIAME-Daten. Die von MIAPE erfassten Bereiche von Methoden sind Gelelektrophorese, Probenvorbereitung, Massenspektrometrie, Molekülinteraktionen und Allgemeines. Daten aus Microarray-Experimenten werden dagegen nach dem MIAME-Standard erzeugt, medizinische Diagnosen nach dem STARD-Standard. MIAPEGelDB, PRIDE und ProteoRed MIAPE Generator sind Datenbanken für MIAPE-Daten.